# Marius (cràter)

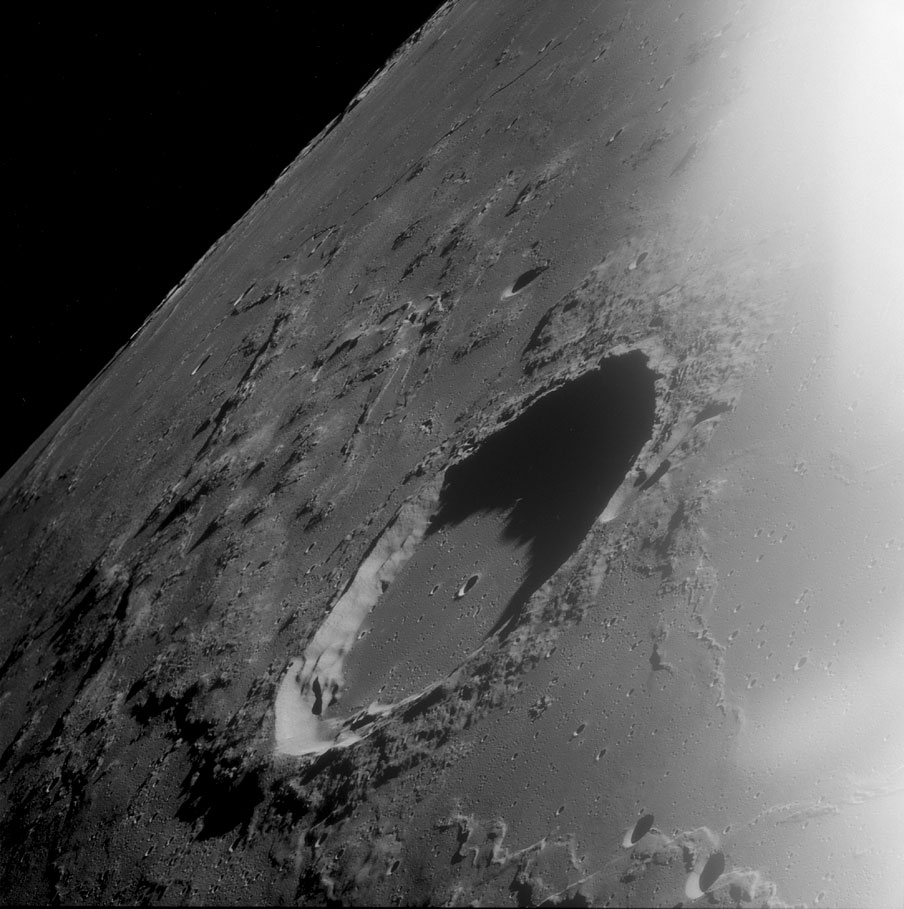
Foto de l'Apollo 12

El cràter Màrius és un cràter d'impacte situat al Oceanus Procellarum de la Lluna. A la zona oest i nord del cràter conté força cúpules lunars repartides en una àrea de centenars de kilòmetres que poden tenir origen volcànic anomenats Monts Màrius. Aquestes cúpules, si son d'origen volcànic es poden haver format per magma que és bastant més viscós que el material volcànic que va formar els mars basàltics lunars. Els cràters amb nom més propers son Reiner que es troba al sud-oest i Kepler a l'est sud-est i les marques radials arriben fins a la vora del cràter Màrius.

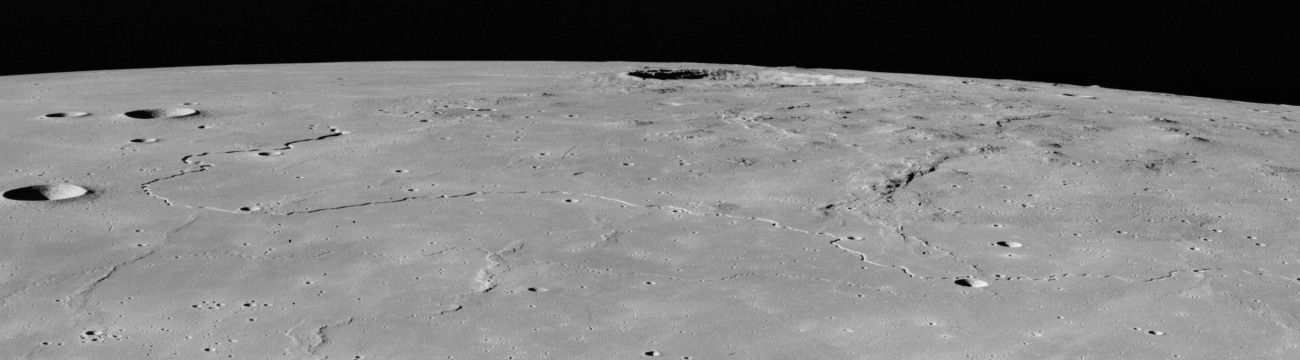
Rima de Màrius, amb el cràter a la dreta, vist per Apollo 15

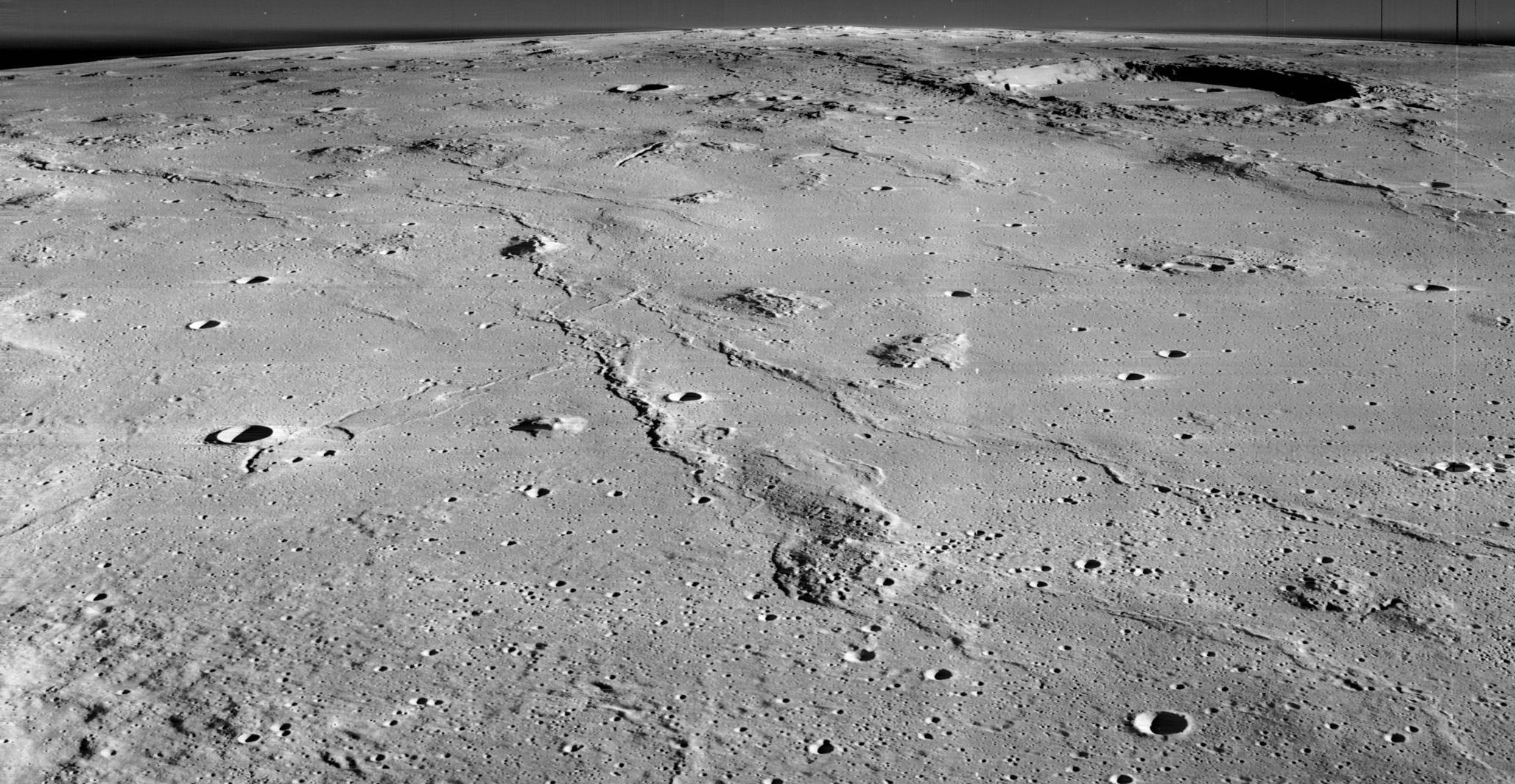
Vista obliqua de zona est dels monts Màrius amb el cràter a la part superior dreta per Lunar Orbiter 2

El terra de Màrius està inundat per lava basàltica, i la superfície es relativament suau i plana. No hi ha cap elevació central, i hi ha un petit cràter satèl·lit anomenat Màrius G al nord-est. La vora del cràter és baixa i força circular.
Aquest cràter va ser una de les localitzacions proposades per les missions Apollo, però va ser desestimat. Uns 50 kilòmetres cap al sud-est va aterrar la sonda Luna 7.
Un dels nombrosos rimae als voltants del cràter es va trobar el 2009 que probablement contenen claraboies de coves. Observacions fetes per la sonda japonesa SELENE indicaven que hi ha un forat d'uns 90 metres de profunditat i que el sostre - la part més alta del tub- té uns 25 metres de gruix. Podria ser una de les localitzacions a considerar per la colonització de la lluna si la el forat connecta amb una secció prou llarga d'un tub de lava.

## Cràters satèl·lits
Per convenció aquestes característiques s'identifiquen en els mapes lunars col·locant la lletra en el costat del punt mitjà del cràter que està més prop de Màrius.
| Marius | Latitude | Longitude | Diameter |
| ------ | -------- | --------- | -------- |
| A      | 12.6° N  | 46.0° W   | 15 km    |
| B      | 16.3° N  | 47.3° W   | 12 km    |
| C      | 14.0° N  | 47.6° W   | 11 km    |
| D      | 11.4° N  | 45.0° W   | 9 km     |
| E      | 12.1° N  | 52.7° W   | 6 km     |
| F      | 12.1° N  | 45.3° W   | 6 km     |
| G      | 12.1° N  | 50.6° W   | 3 km     |
| H      | 11.3° N  | 50.3° W   | 5 km     |
| J      | 10.5° N  | 46.9° W   | 3 km     |
| K      | 9.4° N   | 50.6° W   | 4 km     |
| L      | 15.9° N  | 55.7° W   | 8 km     |
| M      | 17.4° N  | 54.9° W   | 6 km     |
| N      | 18.7° N  | 54.7° W   | 4 km     |
| P      | 17.9° N  | 51.3° W   | 4 km     |
| Q      | 16.5° N  | 56.2° W   | 5 km     |
| R      | 13.6° N  | 50.3° W   | 5 km     |
| S      | 13.9° N  | 47.1° W   | 7 km     |
| U      | 9.6° N   | 47.6° W   | 3 km     |
| V      | 9.9° N   | 48.3° W   | 2 km     |
| W      | 9.4° N   | 49.7° W   | 3 km     |
| X      | 9.7° N   | 54.9° W   | 5 km     |
| Y      | 9.8° N   | 50.7° W   | 2 km     |